# Storia di Vienna

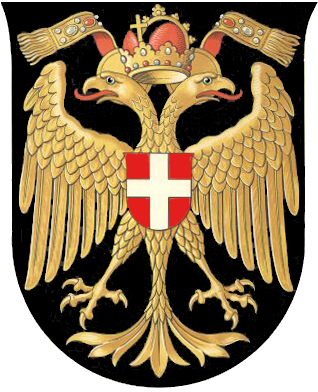
Stemma di Vienna (1465-1925) con l'aquila imperiale a due teste

La storia di Vienna è lunga e frammentata, le sue origini risalgono all'Impero romano, e ad un accampamento militare costruito nelle vicinanze del centro di Vienna. Da quel modesto campo, Vienna è cresciuta diventando un insediamento romano conosciuto come Vindobona ed un importante centro commerciale nell'XI secolo. Divenne la capitale della dinastia dei Babenberg e successivamente degli Asburgo austriaci, sotto il quale è diventato uno dei poli culturali d'Europa. Nel corso del XIX secolo fu capitale dell'Impero austriaco e poi dell'Impero austro-ungarico, temporaneamente divenne una delle città più grandi d'Europa. Dopo la prima guerra mondiale, Vienna fu capitale della Repubblica d'Austria.

## Origini ed età romana

### L'insediamento militare

Piantina di Vindobona.

Le origini di Vienna affondano le proprie radici nell'avamposto romano di Vindobona. È però probabile che la zona fosse già abitata in precedenza, dal momento che il nome "Vindobona" – da cui deriva direttamente il nome Vienna – trae origini celtiche. Infatti sarebbe l'unione delle parole latinizzate Vindo (che significa "bianco", in riferimento al corso del fiume Wien, oggi il Donaukanal) e Bona ("fortezza"), interpretabile come "fortezza bianca". Nonostante questo è impossibile avere informazioni esaustive sull'insediamento pre-romano.
Vindobona sorse come fortezza ausiliaria ai tempi di Domiziano, nel contesto delle sue campagne suebo-sarmatiche (89-97), con l'obbiettivo di difendere i confini centro-settentrionali dell'impero, marcati dal Limes Pannonicus e Limes Danubianicus, dagli attacchi dei Suebi, Marcomanni, Naristi, Quadi, Sarmati e Iazigi, poi respinti dal futuro imperatore Traiano. Lo stesso la rese una fortezza legionaria e vi pose la Legio XIII Gemina, che vi rimase dal 95 al 101 per poi venire trasferita in Dacia e sostituita dalla Legio XIV Gemina che invece vi rimase fino al 119 quando fu spostata a Carnunto. Divenne infine la base d'operazione della Legio X Gemina che rimarrà fino alla sua abolizione.
In seguito la fortezza divenne una canaba, ovvero un agglomerato abitato sviluppatosi intorno ad un forte militare, grazie alla sua posizione strategica all'interno della provincia della Pannonia Superiore (si trovava non lontano dalla via dell'ambra e dalle vie di commercio settentrionali). Nel 170 a.C la città fu attraversata da una coalizione di tribù germaniche (tra cui Marcomanni, Vandali e Longobardi) nel contesto delle guerre marcomanniche: questa orda barbarica sfondò il Limes e affrontò l'esercito romano nei pressi di Vindobona e Carnunto, riuscendo a penetrare in territorio romano e arrivando fino ad Aquileia ed Oderzo. L'imperatore Marco Aurelio dovette perciò combattere gli invasori in una lunga campagna militare in cui riuscì a ristabilire l'ordine in dieci anni. Aurelio Vittore ci narra che lo stesso imperatore morì a Vindobona il 17 marzo 180 da una malattia non chiara, per quanto Tertulliano riporti che l'imperatore sia morto in realtà a Sirmio (oggi Sremska Mitrovica).
La città perse rapidamente importanza a causa delle ripetute incursioni barbariche di Vandali, Marcomanni e Unni che sfondarono i confini e penetrarono fino in Italia, e fu molto difficile contrastare la loro avanzata a causa dell'anarchia militare che si stava svolgendo a Roma. I barbari devastarono la Pannonia e le regioni vicine e la città decadde e venne spopolata. Secondo la Notitia Dignitatum (Partibus Occidentis, XXXIV) la Legio X Gemina era ancora posizionata in città, ma essa già agli inizi del V secolo venne pesantemente saccheggiata e data alle fiamme dai Goti e abbandonata, stando al Codice Teodosiano (X, 10.25).
Si ritiene che l'antica Vindobona corrisponda oggi con il centro storico di Vienna, l'Innere Stadt, e di fatto alcune piccole strade del quartiere (come la Naglergasse, Tiefergraben e Rotenturmstraße) conservano ancora l'aspetto delle strade romane.

## Medioevo

### La rinascita della città
Fu dimenticata lungo il Medioevo, venendo saccheggiata spesso da più popoli data la sua presenza strategica. Si attestano invasioni da parte di Slavi e Avari, e forse dall'impero bizantino (grazie al ritrovamento di monete bizantine, che attestano almeno una presenza commerciale), prima di finire nelle mani del regno longobardo e più precisamente nell'Austria longobarda e i ducati del Friuli e Trento (contesa con i Bavari) dove già si attesta un nuovo abitato (situato nella Berghof, presso l'odierna Ringstraße). A salvare la città fu la sua posizione sul Danubio che infatti facilitava i commerci marittimi. La chiesa di San Ruprecht risale al 740 come costruzione, ma sarà ampliata solo in seguito.
Con la nascita dell'impero carolingio la città tornò ad essere un avamposto militare rilevante venendo incluso da Carlo Magno in persona nella Marca orientale che serviva per difendere i confini orientali dagli attacchi degli Avari e in seguito degli Ungari, però con scarso successo. Fu anche dal nome della Marca che deriva il nome Austria, passando infatti per il tedesco antico Ostarrîchi (letteralmente regno dell'Oriente).
Dopo la fine dell'impero carolingio e la creazione del regno dei Franchi orientali, poi evoluto nel Sacro Romano Impero, l'antica Marca orientale fu accompagnata dal ducato di Baviera, Carniola, Carinzia, Verona e Carantania.
La prima menzione della città moderna di Vienna si ritrova negli Annales iuvavenses, datati 881, che riporta di una battaglia "presso il fiume Wien" (apud Weniam) tra le forze bavare e magiare.

### Il dominio dei Babenberg
Inizialmente la Marca orientale era piuttosto debole, a causa delle continue incursioni dei Magiari che la distrussero ripetutamente. La situazione si stabilizzò dopo la battaglia di Lechfeld del 955, quando le incursioni furono rallentate e la Marca fu espansa, e alla fine l'imperatore Ottone I diede l'intera zona come feudo alla dinastia dei Babenberg. Inizialmente la Marca era nelle mani di Burcardo, degli Hunfridingi, ma gli fu sottratta dopo aver partecipato a una ribellione.
Dopo la cacciata di Burcardo, Leopoldo I di Babenberg ricevette la Marca e gli fu conferito il titolo di margravio (marchese), formando il margravato d'Austria. Inizialmente Vienna era una città insignificante e costosa da mantenere, essendo situata sul confine col principato d'Ungheria. Leopoldo e la sua dinastia discendeva dalla famiglia dei Luitpoldingi, che ricercano il loro progenitore in Liutpoldo di Baviera, anche se anticamente si riteneva che discendesse dai Popponidi (chiamati anche Vecchi Babenberg o Babenburg), a sua volta discendenti dei Robertingi, ma questa leggenda non è più accettata dai critici storici moderni.
Lungo i seguenti due secoli il Magravato si espanse nei territori vicini, ma di Vienna non si ha ancora notizia: il centro di potere di Leopoldo era infatti Pöchlarn e poi Melk. Leopoldo fu succeduto dai figli Enrico ed Adalberto; quest'ultimo instaurò relazioni amichevoli con il re degli ungheresi Stefano I che si convertì al Cristianesimo, ma l'alleanza cadde a pezzi per ordine del sacro romano imperatore Corrado II che compì varie campagne militari contro gli ungheresi, e il margravato dovette partecipare perché formalmente soggetto a lui. Come risultato si ebbe una prima guerra tra austriaci e ungheresi, che assediarono proprio Vienna nel 1030. Anche le relazioni con l'impero finirono in crisi, a causa delle relazioni tra i Babenberg e gli ungheresi, prima di essere risolti in un accordo tra Adalberto e Agnese di Poitou, vedova di Enrico III e reggente per il figlio. Seguì Ernesto, figlio di Adalberto e nipote del doge veneziano Ottone Orseolo, il quale continuò ad espandere i confini, lentamente trasformando il suo territorio in un margravato autonomo dal ducato di Baviera. Suo figlio Leopoldo II (membro per parte di madre dei Wettin) si scontrò con i fedeli di Enrico IV nel teatro della lotta per le investiture.
Così si arriva quindi a Leopoldo III, santo patrono dell'Austria e di Vienna stessa, infatti sotto il suo regno e di quello del figlio Leopoldo IV Vienna inizia ad essere menzionata più spesso, e si espanse come città. Leopoldo divenne anche un legittimo pretendente al trono imperiale, avendo sposato Agnese della dinastia salica.

Stemma dell'arciducato d'Austria, comparso al tempo dei Babenberg, che poi divenne la bandiera dell'Austria moderna.

Espansione del margravato d'Austria.

#### Il ducato d'Austria
Lo splendore di Vienna ha inizio nel 1155, quando Enrico II, nono magravio d'Austria, decise di scegliere Vienna come capitale del suo dominio e di renderla residenza della sua famiglia, iniziando a darle più importanza rispetto alle altre città austriache. Non c'è motivo di pensare che questo atto sia stato fatto per ragioni politiche o militari, ma più che altro per ragioni puramente economiche (date le buone relazioni con la repubblica di Venezia), inoltre lo stato era unitario e saldamente nelle mani dei Babenberg, al contrario del resto dell'impero che era fortemente decentralizzato e disunito. Sotto di lui vi fu la costruzione del duomo di Vienna e del monastero di Nostra Signora degli Scozzesi, poi abazia.
Un anno dopo, nel contesto della disputa sul trono tedesco, Enrico appoggiò gli Hohenstaufen, riuscendo a conquistare il ducato di Baviera. Il nuovo imperatore Federico I Barbarossa restituì ai legittimi proprietari il ducato, ma per compensare i Babenberg gli elevò al titolo di duca con un documento, il privilegium minus, con cui nacque il ducato d'Austria e lo stato austriaco in generale, che si staccò dalla Baviera e iniziò ad assumere più e più indipendenza. In seguito Enrico si sposò con un esponente dei bizantini Comneni e fu succeduto dal figlio Leopoldo V.
Leopoldo V partecipò alla Terza crociata al fianco di Riccardo I d'Inghilterra, Filippo II di Francia e Corrado del Monferrato. La leggenda vuole poi che Riccardo, durante il viaggio di ritorno, sia stato arrestato da Leopoldo su pretesto di tradimento, e dal riscatto ricevuto riuscì ad erigere le prime mura cittadine di Vienna, dove oggi sorge la metropolitana di Vienna. Vienna divenne inoltre un polo commerciale del Sacro Romano Impero in diretto collegamento con Venezia e le città della Germania settentrionale, arricchendosi dai dazi che imponeva ai viaggiatori; ma a indebolire la città era il fatto che non era presente un vescovo della città, nonostante i tentativi da parte dei duchi.
Dopo Leopoldo V seguirono gli ultimi duchi Babenberg, che governarono sui territori di Austria e Stiria: Federico I, morto durante la crociata del 1197; Leopoldo VI, sotto il quale fiorì l'arte romanica e Federico II, che aveva grandi piani di espansione, ma divenne presto impopolare e perse i suoi territori, con Vienna resa città libera. Alla sua morte nel 1246 in guerra contro l'ungherese Béla IV si estinse la linea maschile dei Babenberg, e iniziò un interregno di circa 3 decenni.

### L'interregno e l'ascesa degli Asburgo
L'estinzione dei Babenberg arrivò in un momento critico per il ducato d'Austria, visto che l'ultimo membro non aveva lasciato eredi ed era diventato impopolare. Sulla base dei voleri dubbi di Federico, a governare il ducato in modo non ufficiale furono Ermanno VI di Baden-Baden (coniuge di Gertrude, nipote di Federico), Vladislao di Boemia e Ottocaro II della famiglia dei Přemyslidi.
In questo periodo nasce il primo stemma di Vienna: un'aquila (simbolo dei Babenberg) con uno scudo rosso fasciato da una croce bianca, che si rifà alle crociate. Il suo primo uso risale al 1228, ma è probabile che si sviluppò pienamente nella seconda metà del XIII secolo. La carica di priore e governatore della città è attestata dal 1282, e il primo nome conosciuto è quello di Konrad Poll.
Nel frattempo Rodolfo I era diventato imperatore germanico (senza un'incoronazione papale) e in poco tempo assieme all'Ungheria marciò su Vienna e affrontò Ottocaro sconfiggendolo. Le ostilità continuarono per gli anni seguenti, infatti erano rimasti molti nobili ancora dalla parte di Ottocaro, fino a quando nel 1278 furono definitivamente sconfitti nella battaglia di Marchfeld. Questo sancì il passaggio dell'Austria e di Vienna agli emergenti Asburgo, che le daranno il suo aspetto moderno e la controlleranno per secoli.
La famiglia, originaria del castello di Habsburg in Svizzera, che vede come antenato comune un certo Guntram il Ricco, a sua volta (possibilmente) discendente della famiglia franca degli Eticonidi, vantava di essere imparentata con il merovingio Clodoveo.
Inizialmente fu difficile per gli Asburgo imporre la loro dominanza sulla città, e dovettero manualmente rimuovere ogni segno di opposizione. In seguito gli Asburgo iniziarono a influenzare sempre di più lo scenario del Sacro Romano Impero, anche se ancora ai principi, e fu un lungo processo. Le terre asburgiche (Austria storica, Bassa e Alta Austria) erano inizialmente escluse dai principi elettori, ma Rodolfo IV (divenuto duca dopo un periodo in cui più fratelli co-regnavano) presentò i privilegi dell'Austria basandosi su una falsa forgiatura nota come privilegium maius. Riguardo alla città di Vienna, tentò di rafforzarla, mentre il potere imperiale era situato a Praga. Ristrutturò il duomo di Vienna, aprì l'università di Vienna e garantì privilegi speciali alla città.

Stemma originale degli Asburgo, rimpiazzato poi dallo stemma rosso-bianco in origine dei Babenberg.

## Età moderna

### Il predominio asburgico
Gli Asburgo si impegnarono di rendere Vienna la loro capitale e il centro del ducato d'Austria, mentre erano impegnati a soffiare il trono imperiale dai cosiddetti "re-conti". Si ebbe una svolta con Alberto II, divenuto re d'Ungheria alla morte del suocero Sigismondo di Lussemburgo, che era anche imperatore. Infine Alberto stesso fu eletto imperatore del Sacro Romano Impero, e da lui fino alla dissoluzione dell'impero il trono imperiale (del tutto una formalità) rimase costantemente nelle mani degli Asburgo, nonostante il fatto che tale titolo fosse di fatto elettivo (ma le elezioni erano palesemente truccate dagli Asburgo). Questo atto contribuirà al declino dell'impero, dato che gli Asburgo trascureranno l'impero in favore delle loro terre. Vienna diventò de facto la capitale dell'intero impero, anche se per legge non ne aveva una. Il suo regno viene anche ricordato per l'espulsione nel 1421 delle popolazioni ebree dalla città di Vienna.
Nel 1453 le terre del ducato d'Austria furono ufficialmente elevate ad arciducato dallo stesso Federico III. In questo modo, le terre ereditarie all'interno dell'impero risultavano particolarmente avvantaggiate rispetto al resto, non solo perché governate dagli imperatori, o parenti ed eredi, ma anche perché erano il territorio più grande nei confini imperiali, comprendendo in ordine Austria storica, Austria superiore, Austria meridionale, Carinzia, Carniola, Gorizia e Gradisca, Stiria, Tirolo, Trento e territori ereditari minori. Nel 1469 riuscì a ottenere un proprio vescovato, e il duomo fu eretto a cattedrale.

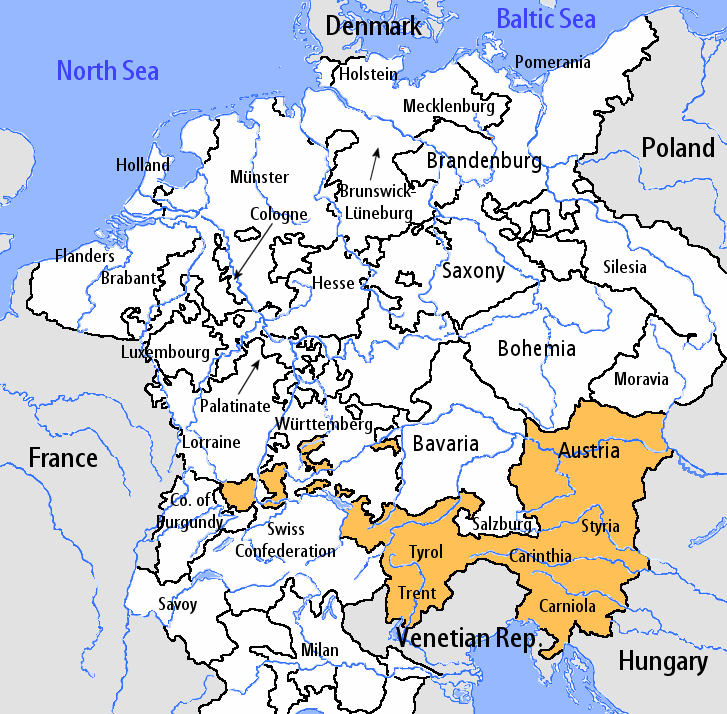
Terre ereditarie degli Asburgo nei confini imperiali, poi riuniti nel circolo Austriaco.

Vienna cadde presto al centro di vari scontri con gli stati vicini, perché la sua posizione geografica continuava a metterla sempre in una situazione di sfavore, ad esempio fu colpita dalle razzie degli Hussiti. Nel 1485 le forze del regno d'Ungheria, capitanate da Mattia Corvino (anche re di Croazia e Dalmazia, e di Boemia) riuscì a conquistare la città di Vienna dopo un lungo assedio, e la rese la sua sede regale, chiamata da loro Bécs. Rimase in mano ungheresi fino al 1493 quando Massimiliano I riuscì a riconquistare la città e restaurare il titolo di arciduca che gli era stato strappato via con la pace di Presburgo. A seguito Massimiliano decise di spostare la sede del potere nell'edificio dell'Hofburg, nel quale nel 1515 si tenne il primo congresso di Vienna, firmato tra gli esponenti delle famiglie Asburgo e Jagelloni (governanti di Boemia, Ungheria e Polonia), con il quale eventualmente i territori ereditari asburgici si espansero notevolmente.
Vienna fu coinvolta nelle guerre di religione, diventando presto una città Protestante, ma le autorità portarono avanti una campagna di controriforma, espellendo i protestanti e introducendo i gesuiti in città. Gran parte delle operazioni religiose furono condotte dal vescovo di Vienna, Melchior Khlesl.

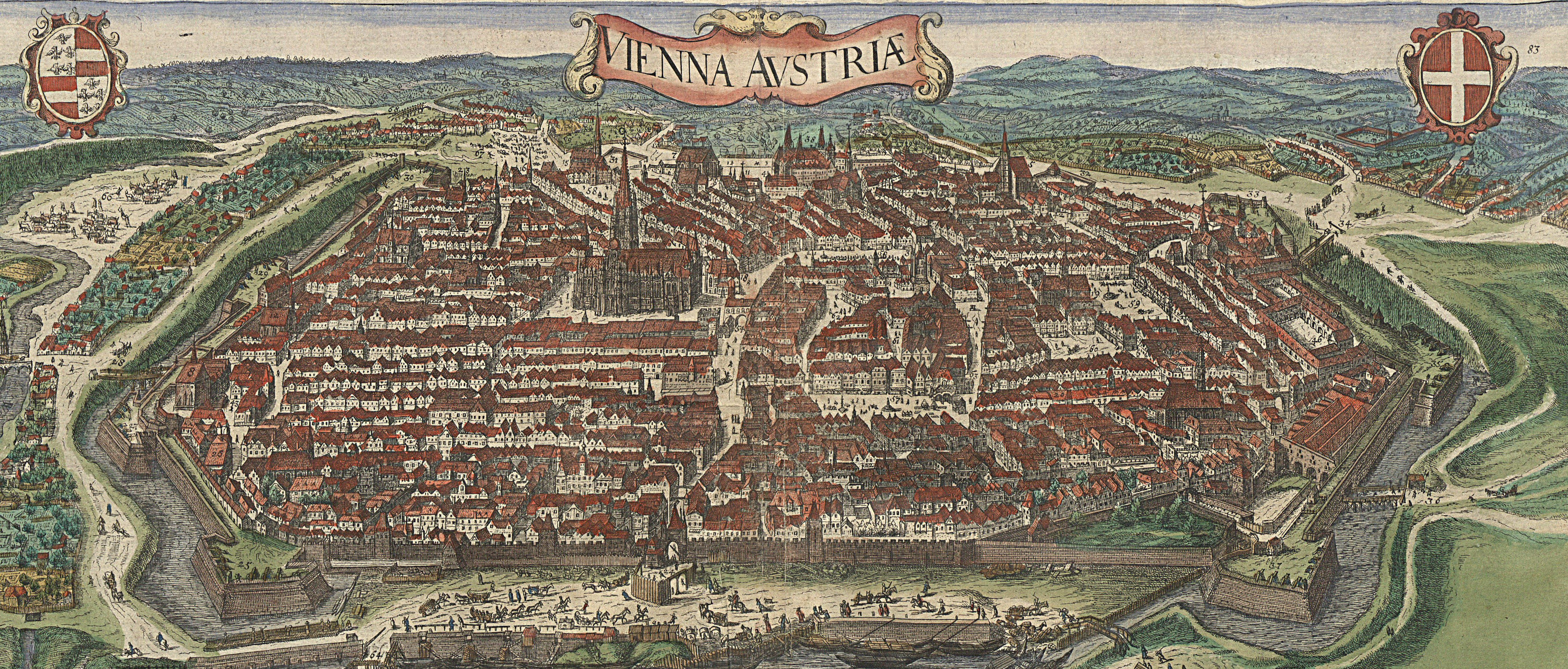
Raffigurazione panoramica della Vienna fortificata, con presenti i principali edifici.

Nel 1529 l'impero ottomano di Solimano il Magnifico assediò Vienna per la prima volta. L'assedio durò 17 giorni, e alla fine i Turchi dovettero ritirarsi per un'epidemia e una carestia invernale. Vienna era ancora protetta dalle sue mura medievali, ma era diventato chiaro che fosse arrivato il momento di una sostanziale fortificazione. L'architetto Sebastian Schrantz fortificò Vienna rialzando le mura, costruendo una fortezza militare, undici baluardi furono costruiti intorno alle mura, a sua volta circondati da un fossato e diversi spalti. Fu anche ufficializzato il Donaukanal, un canale artificiale che scolma le acque del Danubio e del Wien in delle chiuse.
Tutte queste decisioni furono di grande aiuto nel difendere la città durante il secondo assedio ottomano di Vienna, iniziato il 14 luglio 1683 e culminato con la battaglia di Vienna dell'11-12 settembre (avvenuta nel villaggio di Kahlenberg). Alla battaglia monumentale partecipò l'esercito del Sacro Romano Impero guidato dall'imperatore Leopoldo I (rifugiato a Passavia), contenente franconi, svevi, bavaresi e sassoni guidati da Giorgio Federico di Waldeck e Giovanni Giorgio III, supportati da contingenti toscani, veneziani e mantovani alla testa di Carlo V di Lorena ed Eugenio di Savoia che prenderà poi il comando del sacro romano esercito. In seguito si unirono anche 30.000 polacchi di Giovanni III Sobieski. Dalla parte ottomana l'esercito era in mano a Kara Mustafà, aiutato dalle forze dei vassalli di Khanato di Crimea (Murad Giray), Transilvania (Michele I Apafi), Valacchia (Şerban Cantacuzino) e Moldova (Gheorghe Duca).
Gli ottomani arrivarono vicini a circondare e penetrare nella città, ma vennero sbaragliati dagli alleati polacchi e di Eugenio di Savoia, già in netto svantaggio. La sconfitta dei Turchi mise una fine alle loro ambizioni oltre il fiume Danubio, e anzi iniziò la loro lenta cacciata dai Balcani stessi. Sul piano diplomatico causò varie liti tra i vincitori, visto che il recupero dell'Ungheria avrebbe beneficiato esclusivamente gli Asburgo.

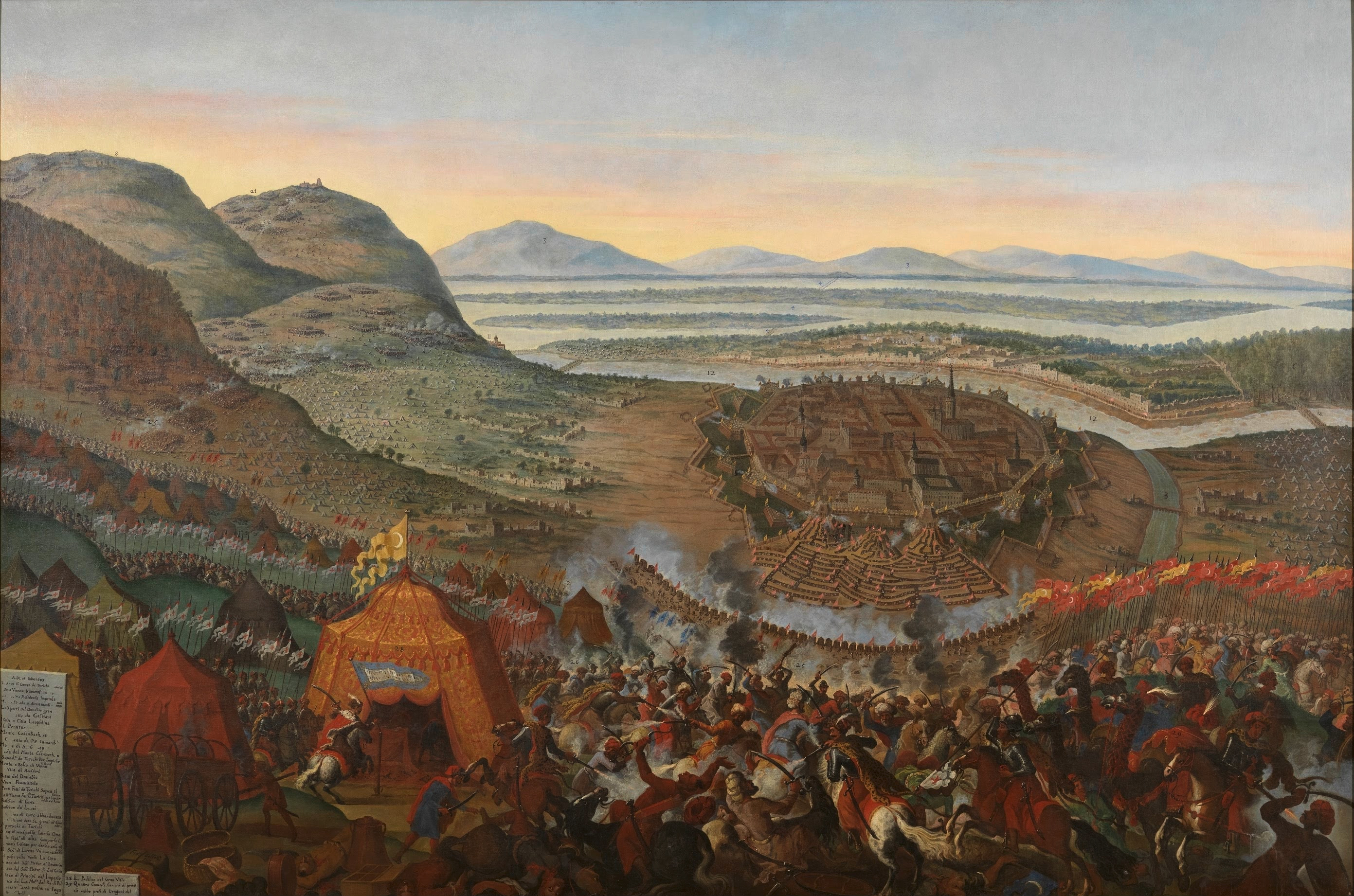
Battaglia di Vienna, dipinto di Frans Geffels.

### Il centro d'Europa
Diversi storici e studiosi concordano che la vera età d'oro della città di Vienna ha inizio con il XVII secolo, e fu un periodo di splendore dal punto di vista urbanistico ma soprattutto culturale e storico.
In poco tempo Vienna divenne una splendida città barocca, grazie alle opere degli architetti Johann Bernhard Fischer von Erlach e Johann Lucas von Hildebrandt, e col tempo i suburbi della città (in tedesco Vorstädte) si riempirono di tenute e palazzi nobili, appartenenti ad altre famiglie. Si ricordano in ordine – il castello di Schönbrunn (1643), residenza estiva degli Asburgo; il palazzo Modena (XVI secolo) degli Austria-Este; il palazzo Strozzi (1702) degli Strozzi; palazzo Liechtenstein dei Liechtenstein (XVII secolo), palazzo Trautson dei Trautson (1657), palazzo Kinsky dei Kinsky (1713), palazzo Schwarzenberg degli Schwarzenberg (1697) e il Belvedere (1721) per Eugenio di Savoia. Seguì la costruzione di un'ulteriore fortificazione esterna, il Linienwall.
Tra il 1679 e il 1713 Vienna fu colpita da un'epidemia che uccise circa 76.000 abitanti, si trattava di un focolaio di peste (Yersinia Pestis), che aveva già raggiunto Vienna durante la peste nera, ma questa nuova epidemia si espanse più facilmente nella città a causa delle scarse condizioni igieniche che avevano aumentato la presenza di ratti, portatori delle malattie.
In seguito la popolazione di Vienna iniziò a crescere esponenzialmente, arrivando a circa 200.000 persone alla fine del XVIII secolo, con la rivoluzione industriale nacquero le prime industrie viennesi, sulla Leopoldstadt e i servizi postali cittadini. La strada è anche la stessa in cui si attestava un ghetto ebraico sin dal 1670. Di particolare importanza sono poi l'apertura dell'accademia di belle arti di Vienna avvenuta nel 1692, e vari teatri tra cui il Burgtheater (1741). Si ricorda anche l'edificazione della Karlskirche da parte dell'imperatore Carlo VI.
Alcuni importanti protagonisti della storia di Vienna furono Carlo VI stesso, poi Maria Teresa che promosse l'arte e la musica nella città, e stabilì la storica borsa di Vienna, e Giuseppe II che modernizzò l'amministrazione cittadina, fondando la magistratura della città di Vienna (il governo comunale della città) con a capo un sindaco.
Già in questo periodo Vienna si era affermata come una delle più grandi e influenti città dell'Europa, non solo perché capitale della più potente dinastia europea, ma per il suo splendore artistico e raffinato. Molti personaggi importanti visitarono la città per viverci ed effettivamente lavorare, un primo esempio è Wolfgang Amadeus Mozart, che qui vi arrivò nel 1781. Nel 1762 venne rappresentata per la prima volta a Vienna Orfeo ed Euridice di Christoph Willibald Glück, che diede inizio alla "riforma gluckiana" dell'opera seria. Anche papa Pio VI si presentò a Vienna per contrastare la dottrina illuminista di Giuseppe II (Giuseppinismo).
Infine Vienna fu il centro di diversi importanti accordi:
- La pace di Vienna del 1606 tra Asburgo (che ora controllava il regno d'Ungheria) e il principato di Transilvania, per porre fine a un'insurrezione civile, la Transilvania verrà poi annessa all'Ungheria asburgica direttamente.[37]
- Il trattato di Vienna del 1725 tra Asburgo e Borbone (che avevano appena preso il trono spagnolo) che confermò anche la prammatica sanzione del 1713.[38]
- Il trattato di Vienna del 1731 tra le principali forze europee alleate, in particolare Asburgo e Regno Unito che formarono l'alleanza anglo-austriaca.[39]
- Il trattato di Vienna del 1738, tra le principali forze europee nel contesto della guerra di successione polacca che pose fine al conflitto, assegnò il granducato di Toscana agli Asburgo-Lorena e favorì l'ascesa dei Savoia con il regno di Sardegna.[40]

## Età contemporanea

### La transizione all'impero austriaco
Vienna continuerà a risplendere in architettura e cultura per il resto della sua storia, e subì un piccolo arresto solo durante le guerre napoleoniche.
Tra il 1766 e il 1772 furono aperti lo zoo di Schönbrunn, il Prater e la piazza di Freyung, dove da allora si svolge un mercatino natalizio. Tra i più importanti musicisti che operarono a Vienna ci sono Mozart, che qui vi rappresentò le Nozze di Figaro e il Flauto Magico e dove poi vi morì, Ludwig van Beethoven che vi arrivò nel 1792 e vi rappresentò il Fidelio, i concerti per pianoforte e orchestra e le sue sinfonie inclusa la nona. La città diede anche i natali a Franz Schubert e Johann Strauss. Tra i palazzi invece figurano palazzo Erdődy per Nicola II Esterhazy (1802) e il palazzo Czartoryski per l'omonima famiglia (1807).
Nel 1805 l'esercito napoleonico, nel contesto della guerra della terza coalizione, entrò a Vienna senza combattimenti particolari oltrepassando il ponte sul Danubio a Tábor, e furono accolti dalla popolazione. Fu qui che nello stesso anno Napoleone firmò il trattato di Schönbrunn nel castello omonimo tra l'impero francese e il regno di Prussia, riconfermato poi dal trattato di Presburgo con cui si sciolse il Sacro Romano Impero ormai defunto e si creò la confederazione del Reno, mentre l'imperatore Francesco II dovette abdicare e si proclamò imperatore d'Austria, portando alla nascita del nuovo stato con Vienna capitale ufficiale ed unica, con un sindaco a capo (il primo fu Stephan Edler von Wohlleben dal 1804 al 1823).

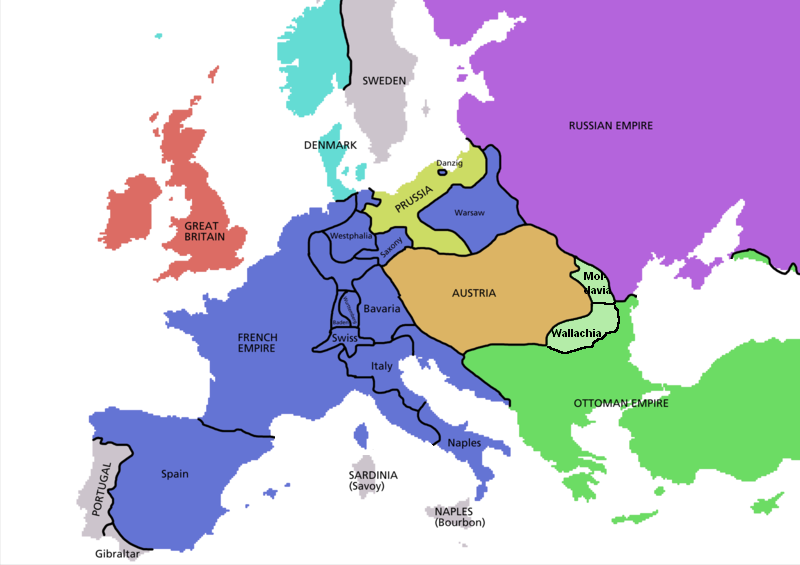
Assetto politico dell'Europa nel 1812.

Ma nel 1809 la città venne presa con la forza: le forze francesi attraversarono il Danubio durante la guerra della quinta coalizione ma furono sconfitte nella battaglia di Aspern-Essling che fu la prima grande sconfitta del generale francese, la rivincita arrivò nella vicina battaglia di Wagram con cui l'Austria fu sbaragliata e divenne un misero stato dipendente dalla Francia, attraverso il secondo trattato di Schönbrunn che gli tolse importanti territori tra cui Vienna stessa che finì all'interno del regno di Baviera all'interno della confederazione del Reno napoleonica. Lo stesso Napoleone visse nel castello di Schönbrunn assieme a Maria Luisa figlia di Francesco fino al 1813.

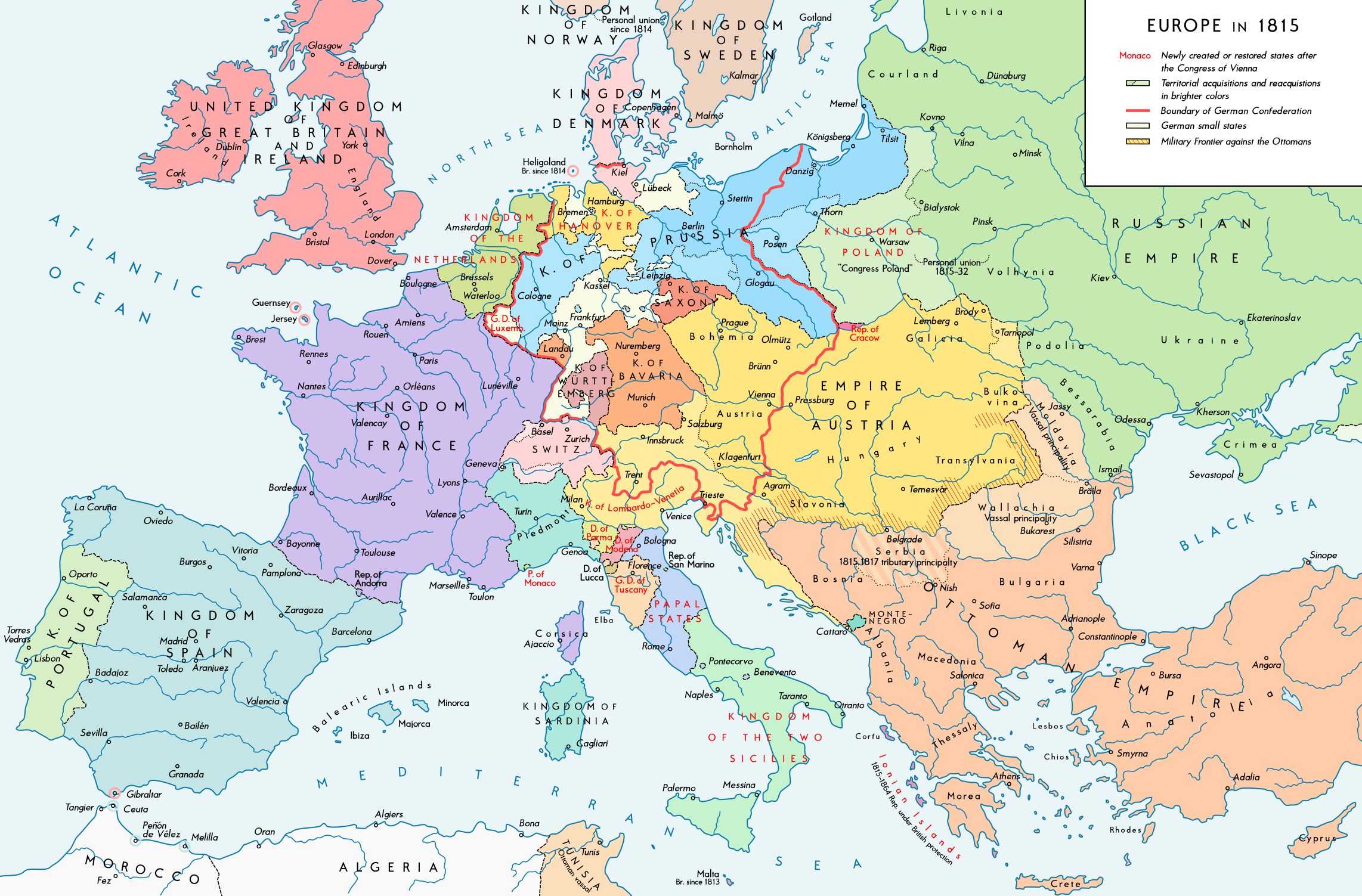
L'Europa dopo il congresso di Vienna nel 1815.

Con il tramonto dell'era napoleonica e la sconfitta definitiva di Napoleone, le forze dell'intera Europa dovettero riunirsi per cercare di sistemare la mappa dell'Europa con la cosiddetta Restaurazione. Fu così che si svolse il congresso di Vienna, nel castello di Schönbrunn. Il congresso durò dal 1° novembre 1814 al 9 giugno 1815 e fu più che altro composto da incontri diplomatici informali inframezzati da feste e balli, e "restaurò" l'Europa solo parzialmente. Tra i più importanti paesi partecipanti vi furono il Regno Unito rappresentato dal duca di Wellington, la Prussia, la Russia dello zar Alessandro I e, in modo meno importante, Spagna, Portogallo, Svezia, Hannover, Baviera, Württemberg, Stato pontificio, Sardegna, Napoli, Sicilia e stati minori. I più influenti furono l'Austria di Metternich e la Francia di Talleyrand.

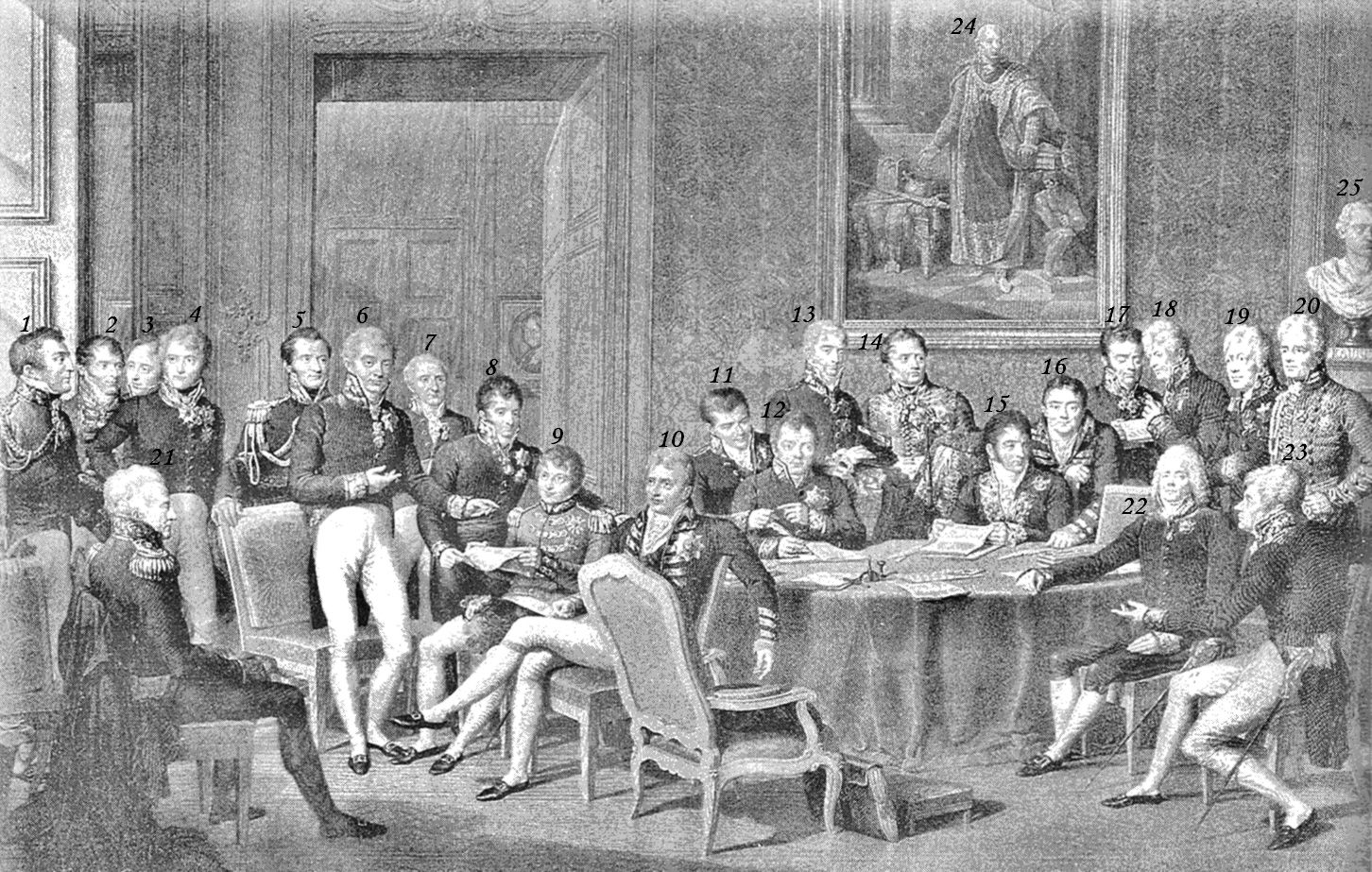
Il congresso di Vienna.

### Viennade fin de siècle
La nuova capitale imperiale austriaca attraversò un periodo di fortissima industrializzazione che contribuì ad ingrandire la notorietà della città. Era infatti ancora il centro culturale dell'Europa e anche politico essendo capitale di un importante impero. Un ruolo importante fu svolto dall'imperatore Francesco Giuseppe, sul trono per ben 68 anni.
Sotto di lui la città venne espansa fino all'aspetto moderno, fu aperta la Ringstraße in rimpiazzo delle demolite mura e la ferrovia meridionale che da Wiener Neustadt arriva a Trieste passando da Lubiana. Nel 1847 fu aperta l'accademia delle scienze che attrae studiosi e letterati. Iniziò anche l'industria del turismo con l'apertura di hotel, musei e caffetterie ad esempio l'Hotel Sacher, il Wiener Staatsoper e il Musikverein per la musica. Nel 1873 Vienna fu la sede dell'esposizione universale dove si presentarono le nuove tecnologie. Così Vienna continuò a mostrare a sua importanza europea, raggiunta solo dalle altre grandi città come Parigi e Londra.
Riguardo all'architettura, si hanno una moltitudine di nuovi palazzi: il palazzo dei Todesco per l'omonima famiglia, il palazzo Toscana per gli Asburgo-Lorena, palazzo Chotek e la Hermesvilla, che l'imperatore donò alla moglie Elisabetta d'Austria o Sissi.
Nel 1810 un certo Salomon Mayer von Rothschild, banchiere, arrivò a Vienna da Francoforte e si stabilì in città. In seguito i suoi figli furono insigniti del titolo di baroni nel 1823, e questo diede inizio alla famiglia Rothschild, una ricchissima famiglia di banchieri su cui esistono infinite teorie del complotto. A loro appartengono il palazzo Nathaniel Rothschild e Albert Rothschild.
Nel medesimo periodo iniziano ad operare il circolo di Vienna (con filosofi come Moritz Schlick, Ludwig Wittgenstein e Rudolf Carnap), la scuola austriaca (con economisti come Carl Menger e Ludwig von Mises) e la prima e seconda scuola musicale di Vienna (i pupilli di Mozart, Beethoven e Haydn, poi Gustav Mahler ed Arnold Schönberg). Importanti anche la Jung Wien, la scuola letteraria di Hermann Bahr e Peter Altenberg, e la Wiener Werkstätte (Otto Wagner, Josef Hoffman e Koloman Moser) che diede più forma alle infrastrutture e all'urbanistica cittadina e infine i movimenti artistici della Secessione e dello Jugendstil (Art Noveau) con Gustav Klimt e molti altri, nonché le teorie di Freud.
Continuò anche ad essere un importante centro diplomatico, nel 1864 il trattato di Vienna sancì la fine della seconda guerra dello Schleswig tra la Danimarca e gli stati germanici, nel 1866 il trattato di Vienna concluse la terza guerra d'indipendenza ed assegnò il Lombardo-Veneto alla Francia e poi all'Italia.
Questo periodo illustre ebbe alcuni arresti: durante la grande inondazione del Danubio del 1830, che portò al concepimento dei primi sistemi di regolazione del fiume, con le prime dighe, argini e soprattutto il canale artificiale del Neu Donau con in mezzo il Donauinsel; durante i moti di Vienna del 1848, nel contesto della primavera dei popoli, che colpì fortemente l'impero, masse di persone simpatizzanti con l'indipendenza ungherese attaccarono l'esercito e in molti morirono, questo ebbe come risultato la formazione dell'impero austro-ungarico e Vienna divenne co-capitale con Budapest; infine il panico del 1873 che causò numerosi crolli e recessioni nel mondo germanico, e soprattutto terminò il relativo periodo benefico noto come Gründerzeit.
Nonostante questo Vienna continuò a crescere esponenzialmente, l'espansione della città oltre il centro storico e nella periferia permise la crescita della popolazione, e furono fondati i distretti in cui si suddivide Vienna, inizialmente solo 10, ma nel 1890 ne furono aggiunti altri 8, poi altri nel primo XX secolo per un totale di 23 distretti attuali. Importanti contributi furono condotti anche dai sindaci, in particolare Karl Lueger, che attuò diverse riforme per il benessere dei cittadini, come un sistema idrico e nuove aree verdi, ma promosse anche un clima antisemita, xenofobo e razzista in città data l'alta concentrazione di ebrei ed aromuni in città.
Altri edifici di questo periodo sono il palazzo di giustizia, il municipio cittadino, il Kunsthistorisches Museum, il palazzo Lanckoroński, la Reisenrad, la Stadtbahn e il palazzo della Secessione.

Nel 1892 Vienna ospitò i campionati europei di pattinaggio di figura, mentre nel 1898 ospitò i campionati mondiali di ciclismo su pista.

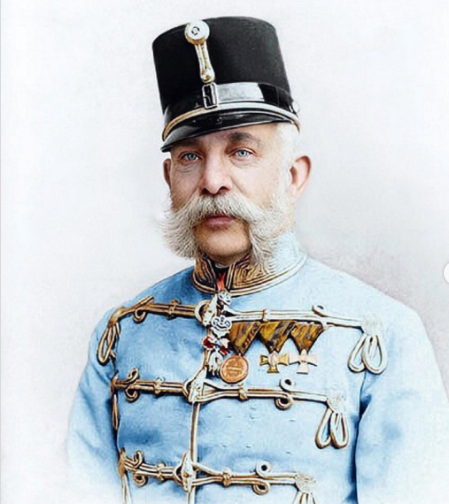
L'imperatore Francesco Giuseppe nel 1892.
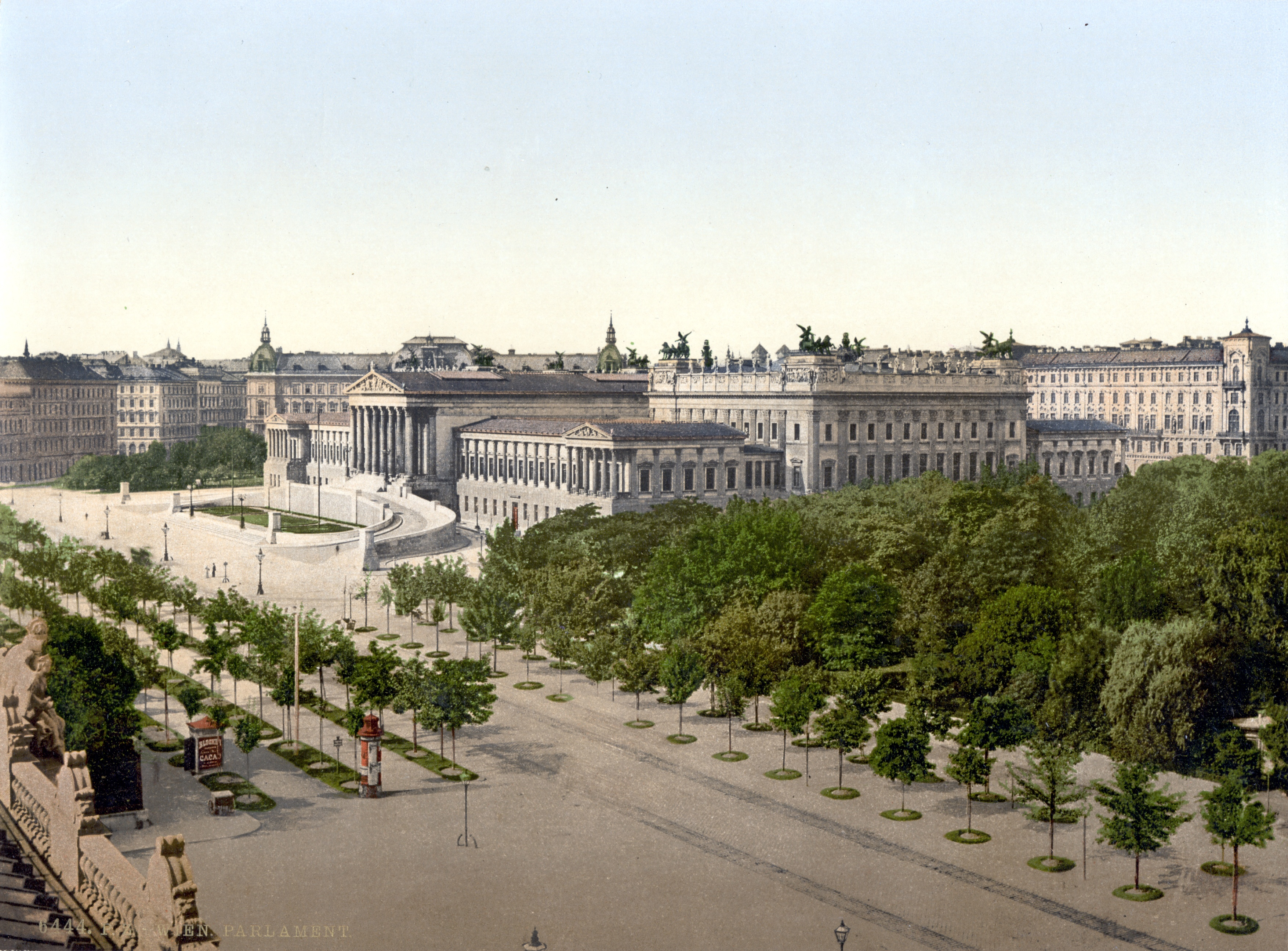
Il centro di Vienna nel 1900.
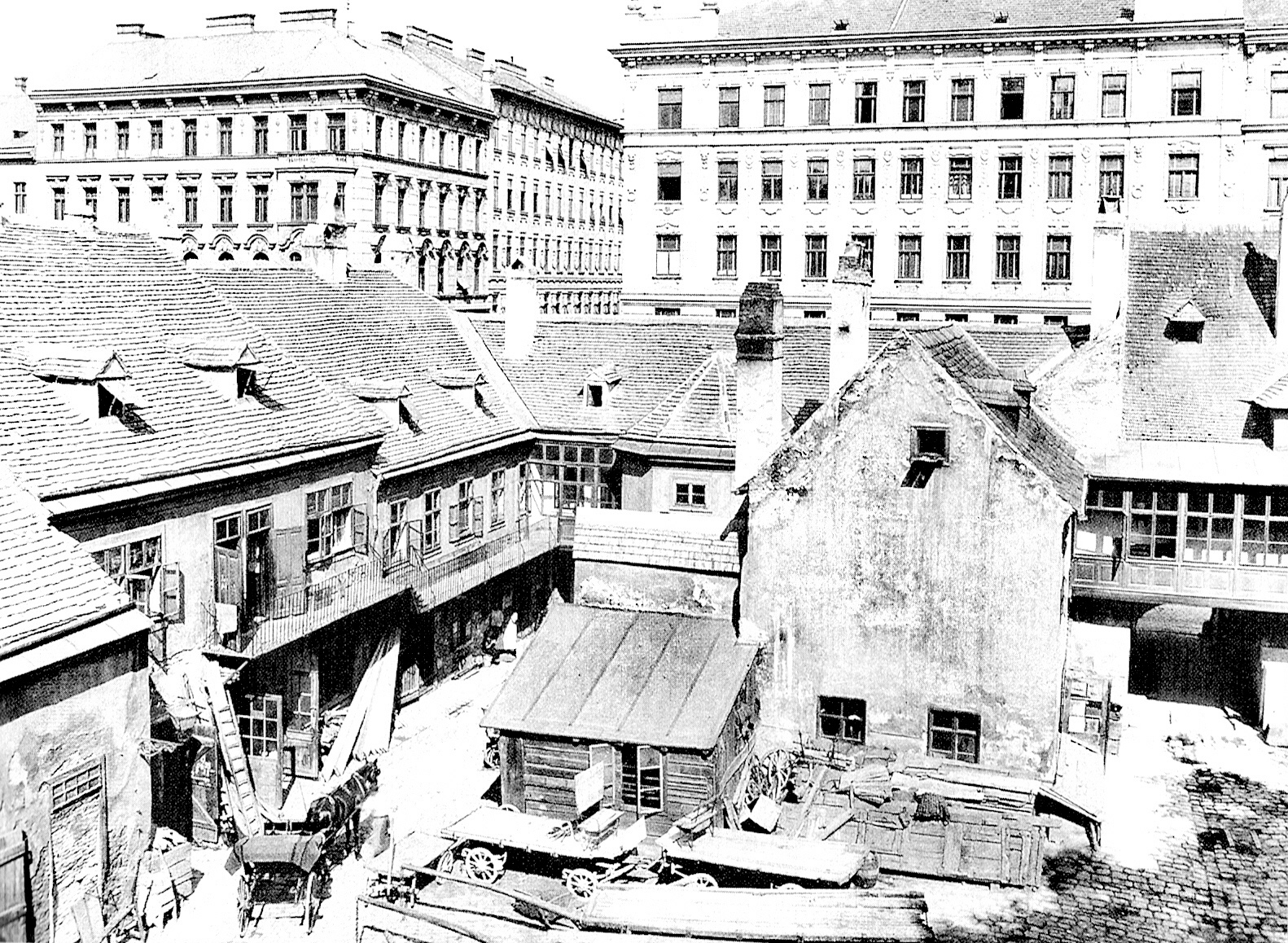
Edifici antichi della città prima delle grandi ristrutturazioni.

## XX secolo e presente
Sulla Vienna del primo Novecento esiste un interessante aneddoto che collega ben cinque figure storiche importanti, che a quei tempi però non lo erano ancora. Questi uomini infatti vivevano tutti a Vienna nel 1913, in un raggio di solo 10 chilometri, e forse potevano conoscersi.
Infatti nel 1913, Adolf Hitler viveva in un dormitorio della Meldemannstraße 27, in una situazione di semi-povertà dato che non era stato accettato all'accademia delle arti di Vienna. Leon Trotsky risiedeva sulla Rodlergasse 25 e lavorava come giornalista fuggito per il locale partito socialista, venne in seguito raggiunto da Iosif Stalin che alloggiò per due mesi nella Schönbrunner Schloßstraße 30 e intendeva incontrarlo per discutere insieme di una futura rivoluzione marxista. Sigmund Freud viveva a Berggasse 19 dove oggi sorge il suo museo, mentre Josip Broz Tito lavorava a Wiener Neustadt e risiedeva a Vienna, ma il suo indirizzo non è conosciuto (forse Favoriten). Sono solo alcuni dei personaggi storici che potevano essere incontrati in città nel 1913, e che per un breve frangente potevano incontrarsi senza saperlo, è infatti risaputo che tutti visitavano il Café Central.
Oggi la cultura delle caffetterie viennesi è considerata patrimonio intangibile dall'UNESCO.
1. Adolf Hitler 2. Leon Trotsky 3. Iosif Stalin 4. Sigmund Freud 5. Josip Broz Tito 6. Hofburg (Asburgo) 7. Castello di Schönbrunn (Asburgo) 8. Gustav Klimt 9. Ludwig Wittgenstein 10. Arnold Schoenberg

### Primo conflitto mondiale e crisi del dopoguerra
La città iniziò bene il XX secolo, ma subirà uno dei più bruschi arresti con la Prima Guerra Mondiale e il tramonto degli Asburgo.
Ma il progresso non si fermò mai. Durante il primo decennio del XX secolo fu fondata la società psicoanalitica viennese, la prima che si occupava di psicoanalisi al mondo e il cui esponente maggiore fu Sigmund Freud.
Nel 1907 ospitò di nuovo i campionati europei di pattinaggio di figura, mentre nel 1912 fu inaugurato l'aeroporto di Aspen, il principale dell'impero. Al 1910 la popolazione contava 2 milioni di persone.
Nel 1914, l'arciduca Francesco Ferdinando, pronipote di Francesco II e nipote di Francesco Giuseppe, quindi erede al trono dell'impero, fu assassinato a Sarajevo da un nazionalista, e fu la goccia che fece scoppiare la prima guerra mondiale. Sebbene la guerra non ebbe ripercussioni immediate su Vienna, di fatto subì la crisi economica portata dagli alti costi della guerra che causarono serie inflazioni e una mancanza di risorse primarie per l'embargo imposto dalla Triplice intesa.
Nel 1915 si svolse a Vienna una conferenza tra i principali partiti socialisti dell'Europa centrale tra deputati dell'SPD, MSZPD ed SPÖ, in risposta a un'incontro di partiti socialisti rivali avvenuto a Londra pochi mesi prima, nel 1916 invece si svolsero le esequie dell'imperatore Francesco Giuseppe, mentre l'impero stava cominciando a soccombere sotto gli insuccessi militari, le crisi economiche e le rivolte etniche nell'impero. Interessante fu anche, nel 1918, il "volo su Vienna" in cui Gabriele d'Annunzio sorvolò Vienna e fece cadere centinaia di volantini propagandistici contro la guerra in italiano e tedesco, gesto che, mentre all'apparenza insignificante, alzò notevolmente il morale dell'esercito italiano.
Fu a Vienna che scoppiò, nel gennaio 1918, lo Jännerstreik, ondate di protesta contro la guerra, la monarchia e i suoi costi in generale, fomentata da lavoratori, eserciti ammutinati e soprattutto dai socialisti. In seguito si ebbe la completa disgregazione dell'impero a discapito degli Asburgo e in favore delle etnie separate. Le terre della Cisleitania, in teoria ancora fedeli all'imperatore Carlo I, ottennero da lui la dissoluzione ufficiale dell'impero, e si costituì la cosiddetta repubblica dell'Austria tedesca con Vienna capitale. Storicamente Vienna era capoluogo della Bassa Austria, parte del tradizionale arciducato d'Austria (appunto la Cisleitania), ma con la sua abolizione fu deciso di rendere Vienna uno stato federale autonomo.

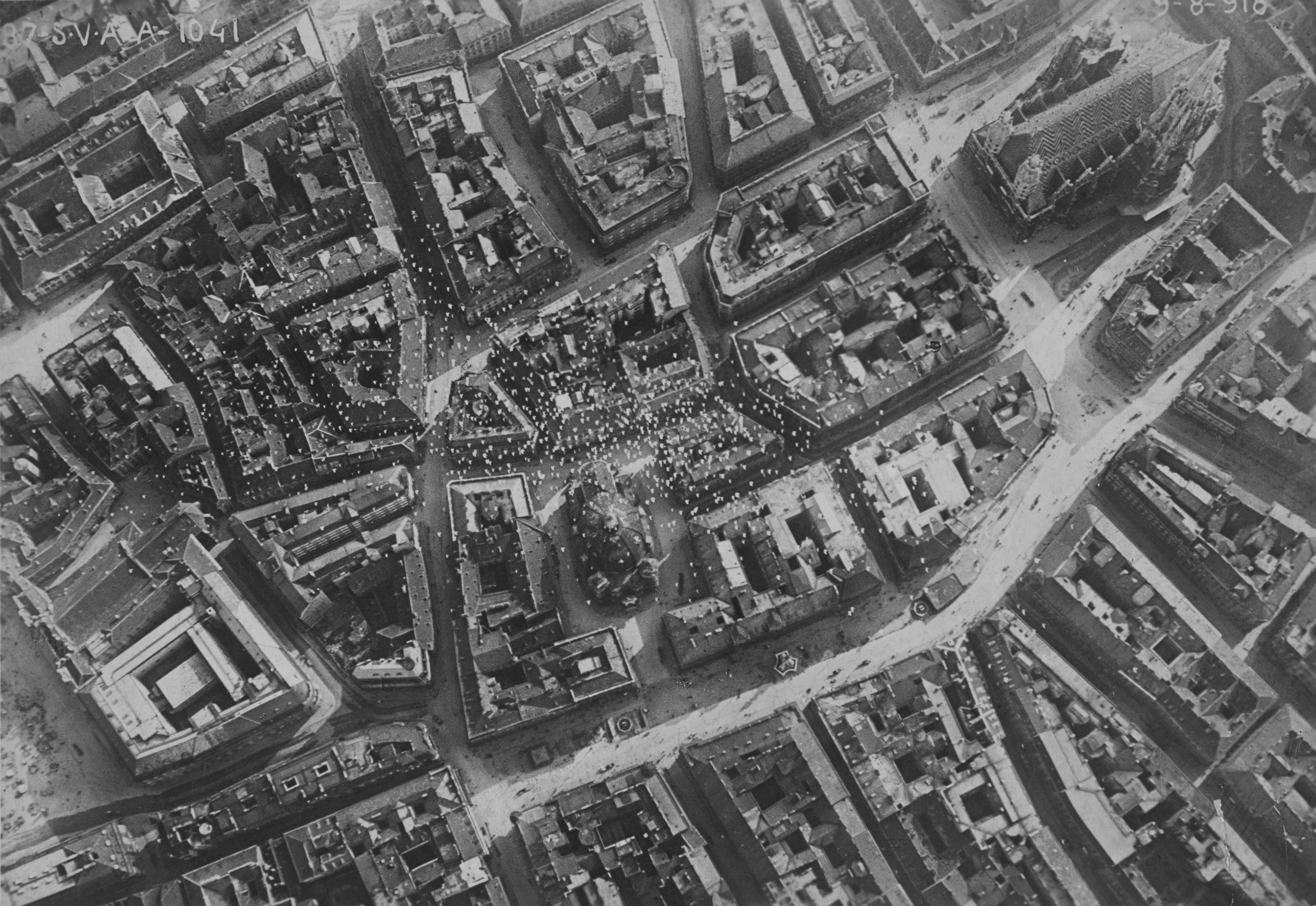
Foto aerea dei manifesti lanciati su Vienna da d'Annunzio.

Con il trattato di Saint-Germain-en-Laye (ratificato nel 1921 dal trattato di Vienna) si fondò la prima repubblica austriaca, ma si rivelò uno stato debole sin dai suoi inizi. Il periodo che va dal 1921 al 1937 è chiamato Vienna rossa (simile al biennio rosso italiano, ma sostanzialmente diverso) per l'alta concentrazione di partiti socialisti e simpatizzanti al bolscevismo che presero il sopravvento in Europa e controllarono i governi, oltre che istigare proteste e contribuire ai disagi del primo dopoguerra o periodo interbellico, in Austria furono direttamente a capo del parlamento e governarono. I principali partiti socialisti (uniti in una breve coalizione attraverso l'unione dei partiti socialisti per l'Azione Internazionale) fallirono però nel tentativo di influenzare completamente anche il pensiero della città nonostante fossero al governo e avessero commissionato diversi nuovi lavori per la città come il Geistkreis, la biblioteca nazionale e il Karl Marx-Hof. Infine, a mettere in ginocchio la città fu l'arrivo dell'influenza spagnola. Nel 1923 si tenne a Vienna il primo congresso mondiale delle donne ebree, poco prima dell'inizio dell'antisemitismo, mentre la città si risollevò poco.

#### Crisi di governo e Anschluss
Le dure condizioni economiche e di vita dell'Austria (e di Vienna) a quell'epoca portarono principalmente alla nascita di due schieramenti politici radicali: il Republikanischer Schutzbund di sinistra e attualmente al governo, e l'Heimwehr di destra e formato da reduci di guerra, alcuni già simpatizzanti all'NDSAP, entrambi erano essenzialmente gruppi paramilitari.
Già un primo scontro si ebbe tra le due parti nel 1927, a seguito dell'uccisione di due esponenti della Schutzbund da parte di tre dell'Heimwehr che non furono perseguiti, quando centinaia di cittadini e membri socialisti scesero in piazza e scioperarono. La situazione sfociò con una sparatoria tra i protestanti e le forze armate, e infine l'incendio del palazzo di giustizia. La protesta fu un fallimento e anzi gettò discredito sulla Schutzbund, in questo modo favorendo l'Heimwehr e quindi l'ascesa del nazifascismo in Austria.
Nel 1933 ci fu un'acuta crisi di governo dove ogni presidente del parlamento austriaco dichiarò le dimissioni, e le posizioni importanti rimasero vacanti. Questo diede un'opportunità all'allora cancelliere Engelbert Dollfuß, dietro alla crisi, di assumere il potere e liquidare interamente il governo, avvicinando l'Austria a una dittatura sui passi della vicina dittatura di Mussolini. Nel 1933 fondò il Fronte Patriottico, che pur essendo nazionalista, seguiva in realtà una politica ultra-cattolica ed era in conflitto con il partito nazista formatosi in Austria. Nonostante questo Dollfuß rese l'Austria una dittatura a tutti gli effetti, rendendo il suo partito l'unico presente, assorbendo gli altri di destra (tra cui l'Heimwehr) e bandendo quelli di sinistra.
La risposta da parte dei partiti di sinistra non tardò ad arrivare, e all'inizio del 1934 scoppiò una guerra civile tra lo SDAPÖ e la Schutzbund e il Fronte Patriottico in quasi tutto il paese, dove perirono molti cittadini in protesta una volta entrata anche la polizia nel conflitto.
Con i comunisti fuori dal governo, Dollfuß proibì ufficialmente i partiti nemici e modificò la costituzione del paese in maggio, definendo l'austrofascismo e creando lo stato federale d'Austria. Ma anche i nazisti erano stati proibiti in Austria, per cui decisero di fare un attentato al governo attuale. Diversi esponenti delle Schutzstaffel (SS), dei legionari di destra e del partito nazista austriaco entrarono in parlamento e riuscirono ad assassinare Dollfuß e disperdere i membri politici, ma il colpo di stato fallì e partito non poté prendere il potere per l'intervento della polizia che si scontrò con i nazisti e per l'intervento di Mussolini, che schierò l'esercito sul confine altoatesino e consigliò a Hitler di condannare l'attentato, cosa che avvenne.
Comunque, i continui combattimenti politici interni e i colpi di stato indebolirono notevolmente il governo centrale, e i successori di Dollfuß non riuscirono ad opporsi alle pretese crescenti di Hitler e Mussolini (ora alleati), il primo intendeva esaudire lo storico desiderio di unire l'Austria alla Germania perché una delle terre maggiormente abitate dai germanofoni e si inquadrava nel Lebensraum, il secondo invece intendeva risolvere una volta per tutte la questione dell'Alto Adige.

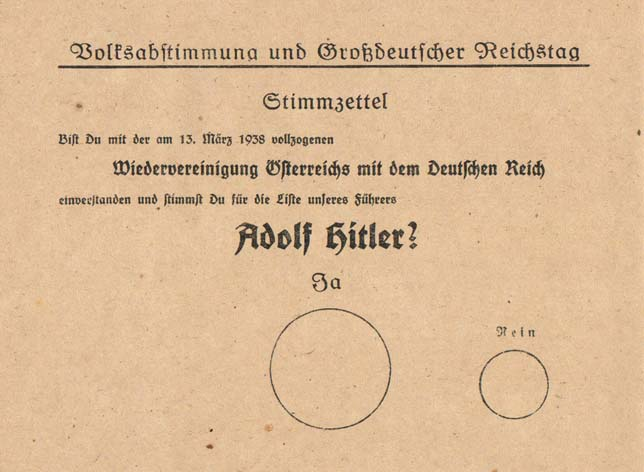
Plebiscito sull'annessione dell'Austria al Terzo Reich, si noti come il "Sì" è messo più in risalto rispetto al "No".

Tutto questo portò all'Anschluss nel marzo del 1938, dove le truppe tedesche dilagarono silenziosamente in Austria e oltrepassarono il confine senza grandi opposizioni, e lo stesso cancelliere Arthur Seyss-Inquart aprì il confine alle truppe, un plebiscito si tenne poco dopo, ma fu palesemente truccato. La Wehrmacht e Hitler stesso girarono l'Austria e furono accolti con grandi riconoscimenti ed entusiasmo, alla fine il Führer raggiunse Vienna dove fu accolto, e tenne un discorso alla Heldenplatz. Praticamente da subito furono introdotte le leggi contro gli ebrei: le leggi di Norimberga, poi gli eventi della notte dei cristalli che raggiunse Vienna, e soprattutto furono aperti gli uffici per l'emigrazione ebraica di Vienna, bisogna comunque ricordare che l'antisemitismo era già da tanto presente nella città.
L'unico paese a denunciare l'Anschluss fu il Messico, per cui al paese verrà intitolata la Mexikoplatz a Vienna.

### Era nazista e seconda guerra mondiale

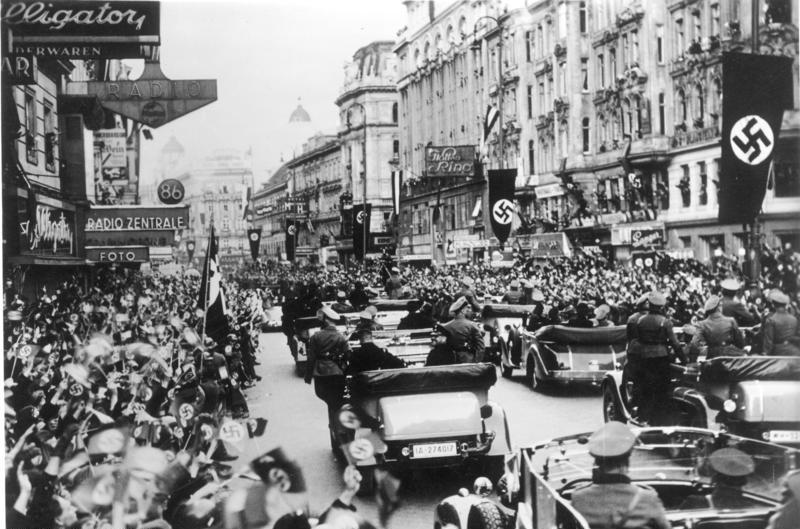
Arrivo dei nazisti a Vienna.

Con l'Anschluss l'Austria fu incorporata all'interno del Terzo Reich come Land Österreich (1938-1940), Reichsgaue der Ostmark (1940-1942) ed Alpen- un Donau-Reichsgaue (1942-1945). La presenza degli austriaci nel partito e nelle attività naziste è notevole: oltre ad Hitler, molti gerarchi nazisti influenti e non erano di origine nazista, tra cui quasi tutti quelli che parteciparono alla soluzione finale come Adolf Eichmann.
Hitler in realtà odiava la città, dato che a parte l'entusiasmo iniziale e l'antisemitismo già presente nella città da secoli, il nazionalsocialismo non prese mai seriamente piede nella città, grazie a una forte opposizione dai comunisti e socialisti, che solo lentamente si trasformerà in una vera e propria resistenza austriaca. Si parla di diversi gruppi partigiani (coalizioni di indipendenti, milizie di sinistra, socialisti, comunisti, sindacati, clericali ed addirittura monarchici) che informavano gli Alleati dei piani segreti nazisti, tra cui lo sviluppo di razzi V2 e Panzer Tiger, oltre che prestare aiuto agli ebrei e altre azioni di resistenza. Tra i partigiani più noti vi sono Heinrich Maier, i membri dell'Unione Democratica Austriaca (in esilio a Londra) e diversi esponenti degli Asburgo come Otto von Habsburg. Il Führer promosse Linz, sua città d'infanzia, al posto di Vienna, ma espanse comunque la città creando 5 nuovi distretti oggi eradicati che resero Vienna una città gigantesca.
Questo venne fatto per far ospitare alla città 12 sottocampi di lavoro, parte del campo di concentramento di Mauthausen e di Gusen per ebrei e nemici politici (polacchi, italiani e russi) vicino a Linz, e che spesso erano situati in ex-fabbriche. Questi erano Accumulatoren-Fabrik AFA, Schwechat, Floridsdorf I-II-II (Schwechat II-III), Heidfeld (Schwechat IV), Hinderbrühl (Heidfeld II), Hinterbrühl, Jedlesee, Maria-Lanzendorf, Mödling, Schönbrunn, Saurer. 

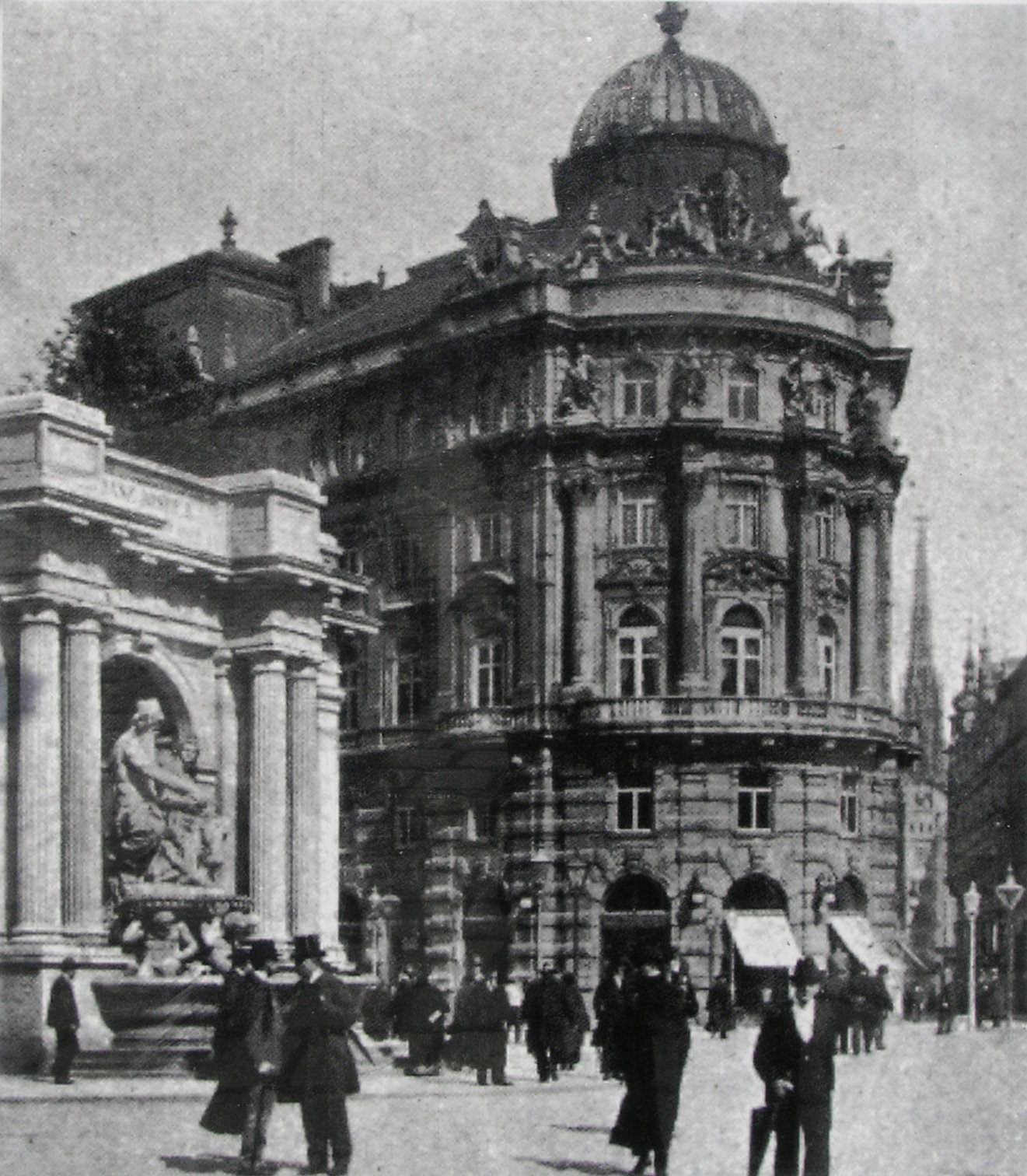
Il Philip-Hof, edificio distrutto dai bombardamenti alleati.

Con la seconda guerra mondiale ebbero inizio i bombardamenti intensivi strategici sulla città da parte degli americani e sovietici, che aumentarono con la resa dell'Italia, nonostante i Flaktürme edificati in città, nel 1944-1945 moltissimi edifici furono danneggiati o distrutti, e ricostruiti solo dopo la guerra, mentre furono risparmiati gli edifici storici. Alla fine la città fu liberata dall'armata rossa e gli stati balcanici appena liberati nell'offensiva di Vienna (dal 16 marzo al 13 aprile 1945) in cui parteciparono anche i partigiani austriaci che sabotarono la Wehrmacht austriaca. Questa durissima battaglia portò allo sbando di molte armate e al collasso della Germania con la battaglia di Berlino tre giorni dopo.

### Immediato dopoguerra e occupazione alleata
La questione dell'Austria fu, per gli alleati, un grosso e complicato dilemma. Se inizialmente si considerava l'Austria colpevole dei crimini nazisti perché etnicamente e politicamente della Germania, e per la presenza di molti austriaci nelle gerarchie naziste, fu con le conferenze alleate che iniziò a diffondersi la teoria della "Austria prima vittima": l'Austria fu in realtà solo la prima vittima del nazismo, e va assolta dalle proprie responsabilità di guerra perché coinvolta controvoglia, in modo abbastanza simile al mito degli italiani brava gente. Tale convinzione, divenuta ufficiale con le conferenze di Mosca che portò all'offensiva russa, era un tempo il mito per eccellenza del popolo austriaco, mentre oggi è considerato controverso perché assolve i gerarchi austriaci dalle loro evidenti atrocità e crimini di guerra, e nega la partecipazione all'Olocausto. Come risultato si ebbe una denazificazione meno accentuata, una mancata partecipazione ai processi di Norimberga e una maggiore libertà degli ex-ufficiali nazisti (Kurt Waldheim, ex-generale della Wehrmacht, divenne segretario generale ONU e presidente dell'Austria).
Nonostante tutto questo l'Austria fu temporaneamente occupata dagli alleati in modo analogo alla Germania occupata: al Regno Unito andarono Stiria, Carinzia e Leinz (Tirolo), alla Francia andarono Tirolo e Vorarlberg, agli Stati Uniti andarono Salisburghese e l'Alta Austria oltre il Danubio e all'Unione Sovietica andarono il Mühlviertel (Alta Austria), Bassa Austria e Burgenland.
Anche Vienna, come Berlino, fu suddivisa tra i quattro vincitori nel seguente modo:
 Stati Uniti – Neubau, Josefstadt, Alsergrund, Hernals, Währing, Döbling.
 Regno Unito – Landstraße, Margareten, Simmering, Meidling, Hietzing, Liesing.
 Francia – Mariahilf, Penzing, Rudolfsheim-Fünfhaus, Ottakring.
 Unione Sovietica – Wieden, Leopoldstadt, Favoriten, Brigittenau, Floridsdorf, Donaustadt.
 amministrazione internazionale – Innere Stadt.

Zone d'occupazione dell'Austria.

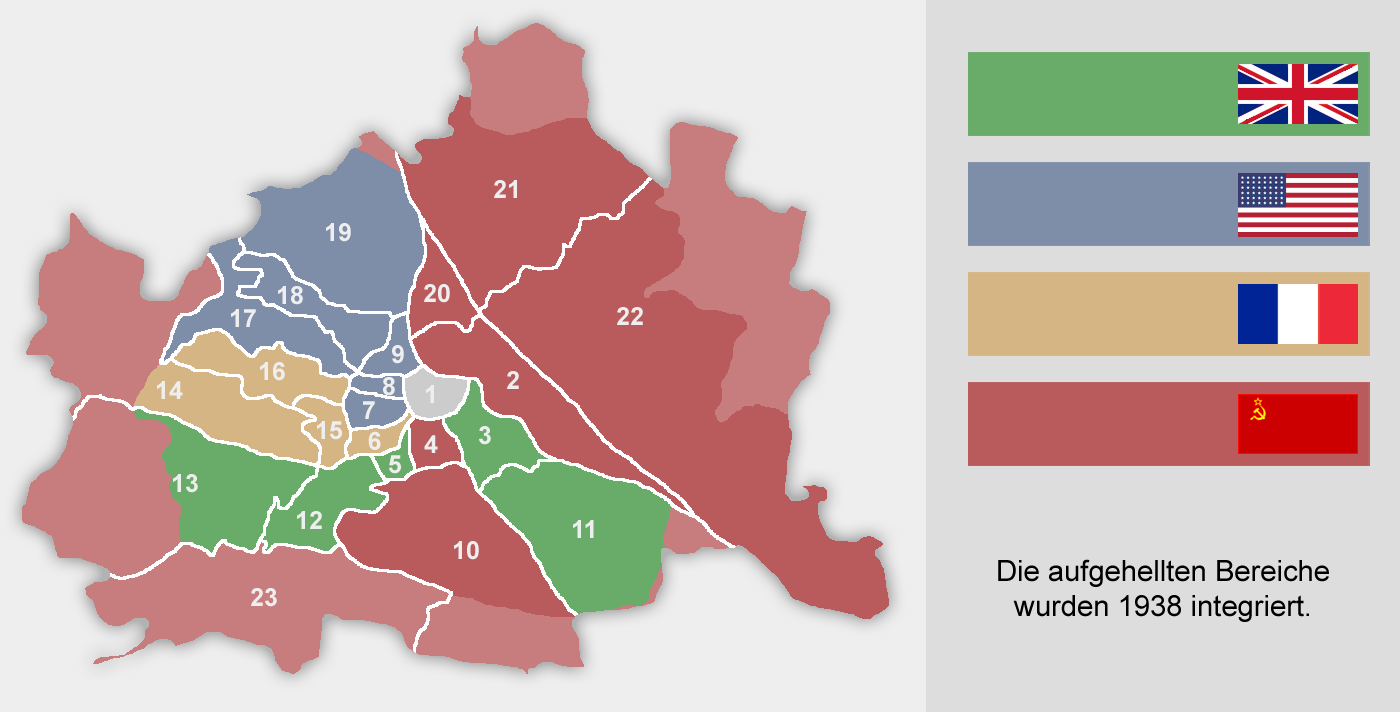
Settori alleati di Vienna.

A differenza della Germania occupata, il governo austriaco riteneva una certa autonomia, e poté quindi tenere le sue prime elezioni democratiche moderne, in cui vinse Rudolf Prikryl. Karl Renner divenne invece presidente del governo provvisorio austriaco, formando l'esoscheletro del futuro governo repubblicano.
In questo periodo la città si risollevò grazie anche al piano Marshall, nel 1951 ospitò i campionati mondiali di tennistavolo, mentre nel  1952, 1955 e 1957 quelli di pattinaggio di figura e nel 1959 tenne il festival mondiale della giovinezza e degli studenti. Ma la divisione della città causò comunque scompiglio, nel contesto della prima parte della guerra fredda, tra cui scioperi, demilitarizzazioni e tensioni generali.
Il 15 maggio 1955 venne firmato il trattato di stato austriaco nel Belvedere, con cui si abolivano le zone d'occupazione e si riuniva la città, riconoscendo l'Austria come uno stato sovrano e indipendente, ma con la condizione che rimanesse neutrale (la dichiarazione di assoluta neutralità incondizionata avvenne poco dopo), bandisse i movimenti nazifascisti, ma soprattutto che non avvenisse mai una "riunificazione" con la Germania, che era completamente proibita (ratificata con il trattato sullo stato finale della Germania). Nacque così la seconda repubblica austriaca (l'Austria moderna) con Vienna come capitale e governata da Theodor Körner come presidente e Julius Raab come cancelliere, mentre Franz Jonas era il sindaco della città.

### Presente
Come molte altre grandi città dell'Europa durante la guerra fredda, Vienna attraversò un enorme boom economico, urbanistico, culturale e soprattutto turistico, come ai tempi asburgici.
Le fortune di Vienna furono non solo grazie al ritorno alla democrazia, che favorì una più grande autonomia e libertà, ma perché Vienna divenne la sede di importanti avvenimenti internazionali: dal 1957 l'agenzia internazionale per l'energia atomica pose i suoi quartier generali principali, nel 1979 il secondo punto degli accordi SALT furono firmati qui. Negli anni '70 divenne la terza sede ufficiale delle Nazione Unite (Ufficio delle Nazioni Unite a Vienna, UNOV-VIC) insieme a New York, Ginevra e Nairobi. È anche sede dell'OPEC e di un incontro tra Chruščëv e Kennedy nel 1961. Nella città inoltre vi erano moltissime spie, e ancora oggi la presenza di alcune spie è confermata (per questo venne esclusa dal Club de Berne).
La città arrivò al culmine della sua modernizzazione: la città venne interconnessa dal sistema della metropolitana di Vienna (U-Bahn e S-Bahn) e la ferrovia Vienna-Baden o Badnerbahn, in sostituzione della vecchia Stadtbahn risalente al secolo scorso, sono poi presenti molti altri servizi per viaggiare in città. Iniziò anche la costruzione di diversi grattacieli come Donau City e Millennium Tower, ma ulteriori progetti furono interrotti per non compromettere la città. Continuarono anche le costruzioni cittadine come il nuovo aeroporto internazionale, il Wien Museum e molti musei di culture straniere tra cui quello italiano, polacco e islamico. Iniziarono anche il Donauinselfest e altri festival.
Nel mondo dello sport, fu la sede dei campionati mondiali di pattinaggio di figura (1967, 1979), hockey su ghiaccio (1967, 1996, 2005), scherma (1971, 1983), canottaggio (1991) e il campionato europeo di calcio 2008. Tra le squadre cittadine vi sono Austria Vienna, First Vienna e Rapid Vienna, che si allenano negli stadi Franz Horr, Allianz ed Ernst Happel.
Nel 1985 avvenne l'attentato di Fiumicino che colpì l'aeroporto di Vienna e Roma, mentre nel 1993 venne tenuto, oltre al Life Ball (concerto di beneficenza per le vittime di AIDS), la conferenza mondiale sui diritti umani.
La situazione della capitale non poteva che migliorare con l'entrata dell'Austria nell'unione europea nel 1995, che facilitò il turismo e i commerci – nel 2001 il centro città venne dichiarata patrimonio UNESCO mentre divenne sede della OSCE, l'agenzia dell'Unione europea per i diritti fondamentali e l'istituto mondiale per la sicurezza nucleare.
Nel 2011 si svolse il funerale per Otto von Habsburg, erede titolare degli Asburgo, mentre nel 2020 avvenne l'attentato di Vienna.
Tutt'oggi la città è ancora una delle più grandi e visitate dell'Europa per la sua importanza storica e ovviamente per quella persistente in età attuale e ancora in crescenza, secondo un'indagine di The Economist inoltre Vienna è la seconda città più vivibile nel mondo mentre secondo Mercer è la città è al primo posto per qualità di vita.

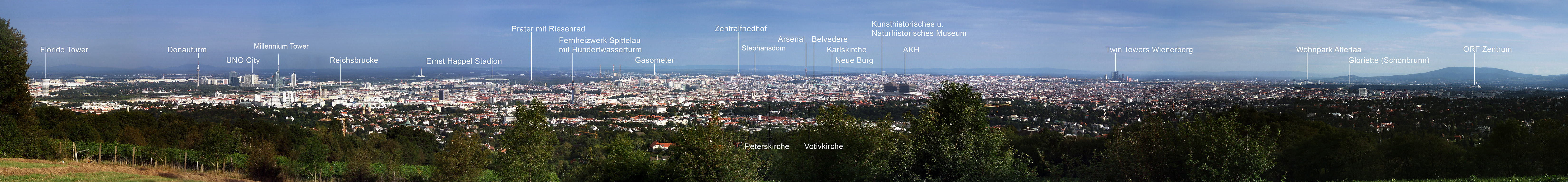
Panorama di Vienna con alcuni importanti edifici in vista.